# زرنو (سرزمین آلتای)
زرنو (به لاتین: Zerno) یک منطقهٔ مسکونی در روسیه است که در سرزمین آلتای واقع شده‌است.